# 愛、とどきますか
「愛、とどきますか」（あい とどきますか）は、1992年5月25日に発売された和田アキ子の53枚目のシングル。

## 概要
- 作詞はなかにし礼、作曲は林哲司。
- 表題曲は映画『遠き落日』主題歌。
- 共同募金イメージソング。
- 1992年の『第43回NHK紅白歌合戦』および2012年の『第63回NHK紅白歌合戦』に表題曲で出場。
- 本作を最後に、和田のシングルのオリコンチャート100位圏内ランクインは、2003年の「トゥモロー〜ジョージアでいきましょう編〜」まで途絶えることとなる。
- 1992年10月25日に放送されたTBS『アッコにおまかせ!』において、東京・仙台・山口の3か所から中継で、芸能生活25周年を迎えた和田を祝し、この曲を合唱した。

## 収録曲
（全作詞：なかにし礼／作曲：林哲司）
1. 愛、とどきますか
編曲：林哲司
2. 愛、とどきますか（カラオケ）
3. 出さない手紙
編曲：佐藤準
4. 出さない手紙（カラオケ）